# ۷۱۱ (خورشیدی)
۷۱۱ هفتصد و یازدهمین سال هجری خورشیدی است.